# Lucy Hale
Pour les articles homonymes, voir Hale.
Lucy Hale est une actrice et auteure-compositrice-interprète américaine, née le 14 juin 1989 à Memphis dans le Tennessee.
Elle se fait connaître auprès du grand public par le rôle d'Aria Montgomery dans la série télévisée Pretty Little Liars entre 2010 et 2017. Elle essaye ensuite un retour sur le petit écran et apparait dans les séries Life Sentence et Katy Keene, mais c’est un échec, les deux séries sont annulées au bout d’une saison seulement pour mauvaises audiences.

## Biographie

### Jeunesse et formation
Née dans le Tennessee en 1989, Lucy Hale est la fille cadette de John Preston Hale et Julie Kate Caperton Knight. Elle a une sœur aînée, Maggie Hale (née le 8 août 1987), qui est designer d'intérieur. Ses parents divorcent lorsqu'elle est enfant ; elle souffre ensuite d'un TCA à cause de cela. Scolarisée à la maison durant toutes ses études, Lucy Hale prend également des cours de chant et de comédie.

### Débuts de carrière
Lucy a déclaré que la musique était son "premier amour". En 2003, à l'âge de 13 ans, elle participe à l'émission American Juniors (en), une version junior de American Idol. Avec son incroyable prestation de Call Me, une chanson de Blondie (Debbie Harry) des années 1980, Lucy a terminé dans les cinq finalistes. Dès lors, elle quitte le Tennessee pour venir s'installer à Los Angeles, avec l'espoir de signer un contrat avec une maison de disques. Elle cite Shania Twain, Faith Hill, Britney Spears et Taylor Swift comme étant ses influences.
En 2005, Lucy apparaît dans un épisode de Ned ou Comment survivre aux études.
En 2006, elle joue dans le pilote d'une nouvelle série pour le réseau ABC, Secrets of a Small Town, mais la série n'est pas retenue. La même année, Lucy est apparue dans la série Drake et Josh, ainsi que dans Newport Beach (The O.C.).
En 2007, elle a joué dans le pilote de la sitcom American Family pour le réseau CBS, mais la série n'est également pas retenue. Elle a, par la suite, joué dans un épisode de la série How I Met Your Mother. Cette même année (2007), Lucy est apparue dans deux épisodes de la célèbre série Disney Channel, Les Sorciers de Waverly Place, où elle incarne Miranda la petite amie gothique de Justin Russo.
À la suite de ces apparitions, Lucy joue le rôle de Becca Sommers, la petite sœur de Bionic Woman dans la série Bionic Woman sur le réseau NBC. Lucy tourne dans huit épisodes de la série avant que la série ne soit annulée pour manque d'audience.
En 2008, Lucy a joué le rôle de Effie la petite sœur de Lena dans le film Quatre filles et un jean 2 aux côtés de America Ferrera et Blake Lively. Toujours en 2008, Lucy joue le rôle de Rose Baker dans la série Privileged. Elle est d'ailleurs restée très proche de l'actrice Ashley Newbrough qui joue Sage Baker, sa sœur jumelle dans la série.
Entre 2009 et 2010, elle apparaît dans Les Experts : Miami, Ruby & The Rockits et Private Practice.

### PLLet révélation

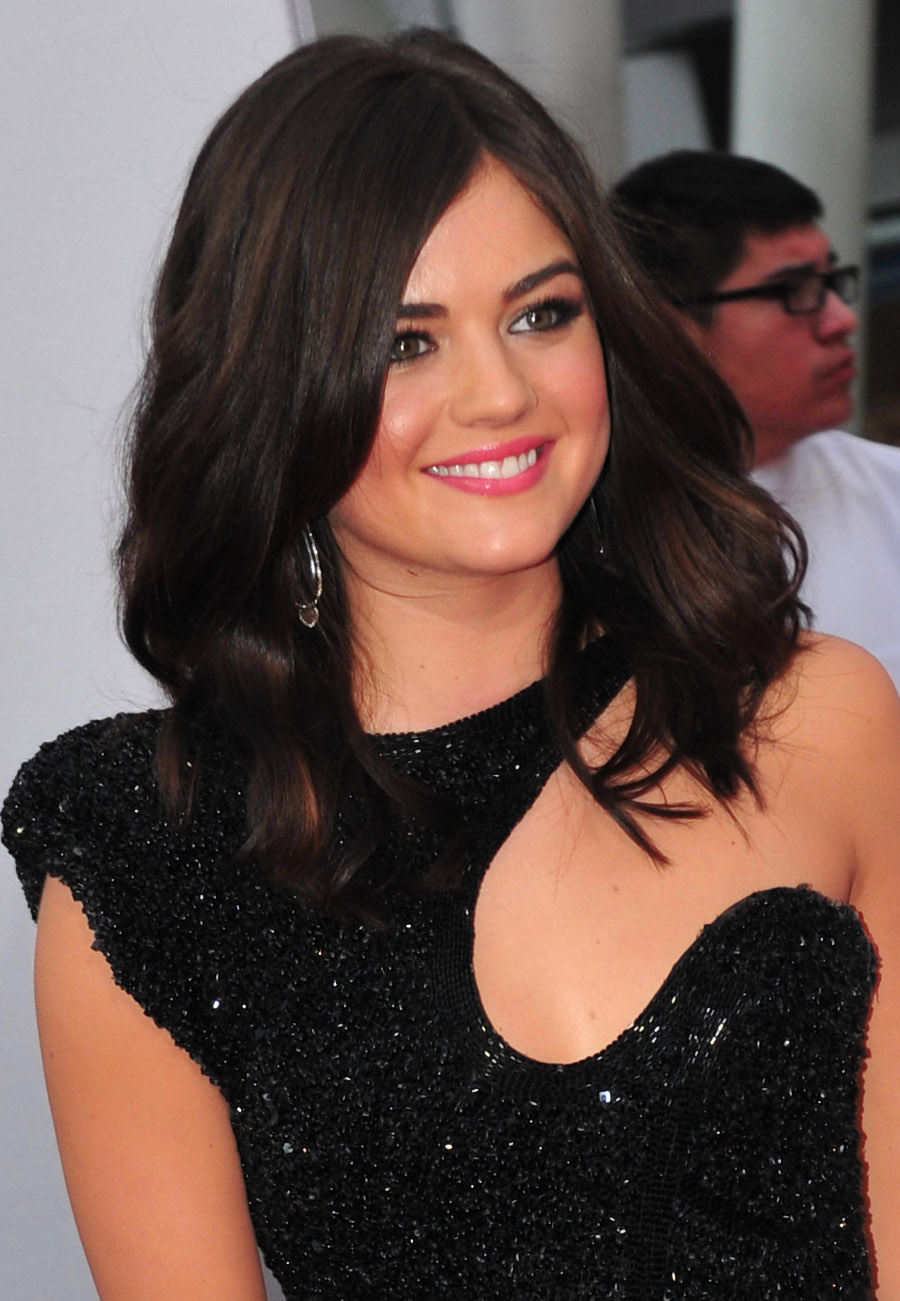
Lucy Hale à la 38e cérémonie des People's Choice Awards en 2012.

En décembre 2009, Lucy auditionne pour la nouvelle série dramatique/mystère/thriller, Pretty Little Liars développée par I. Marlene King (d'après la série littéraire Les Menteuses, de Sara Shepard). De juin 2010 à juin 2017, elle a incarné Aria Montgomery dans la série Pretty Little Liars, sur la chaîne américaine ABC Family/Freeform. Grâce à son rôle, elle a remporté cinq Teen Choice Awards entre 2010 et 2014.
Le 15 avril 2011, Lucy joue dans le film d'horreur Scream 4 aux côtés de Hayden Panettiere, Shenae Grimes, Anna Paquin, Kristen Bell, Aimee Teegarden, Britt Robertson, Courteney Cox et Emma Roberts. Puis en septembre 2011, on l'a vu dans le film sorti directement en vidéo , Comme Cendrillon : Il était une chanson, où elle tient le rôle principal.
En 2012, elle obtient un rôle dans le thriller, Downers Grove, aux côtés de Nikki Reed et Hayden Panettiere mais le film n'est jamais tourné. Le 25 avril 2012, Lucy présente l'émission de télé Punk'd : Stars piégées dans laquelle elle a piégé Vanessa Hudgens, Josh Hutcherson et son partenaire dans Pretty Little Liars, Ian Harding. Toujours en 2012, elle apparaît dans le clip Come Back Down to Earth de Jackson Harris (en).
En juin 2012, elle signe un contrat avec le label Hollywood Records et, dès la fin d'année 2012, elle commence à travailler sur son premier album[réf. nécessaire]. Elle révèle plus tard que son album est un album de musique country et que sa sortie est prévue en 2014. Le 2 décembre 2013, elle a chanté aux CMA Country Christmas. Le 7 janvier 2014, elle sort son premier single intitulé You Sound Good To Me. Le clip est sorti le 29 juillet 2014.

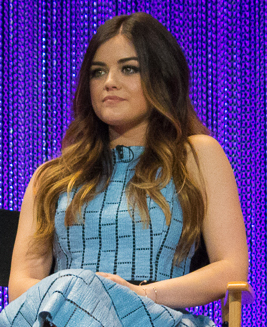
Au Paley Fest en 2014.

En juin 2013, elle devient la nouvelle ambassadrice de la marque Mark Girl. Le 11 août 2013, elle a co-présenté les Teen Choice Awards avec l'acteur Darren Criss.
Le 24 août 2014, elle a présenté le Pre-show des MTV Video Music Awards 2014. Le 30 octobre 2015, Let It Go, de La Reine des neiges, sort dans l'album We Love Disney où Lucy la chante en duo avec les Rascal Flatts.

### Percée au cinéma et rôles réguliers à la télévision
Début janvier 2017, la chaîne The CW commande le pilote de la série Life Sentence ou elle tient la tête d'affiche. La série est annulée au bout d'une saison.
Le 16 mars 2017, elle rejoint le casting du film d'horreur Action ou Vérité (Truth or Dare), de Jeff Wadlow et produit par la société Blumhouse Productions. Elle est aux côtés de Tyler Posey, Violett Beane, Nolan Gerard Funk et Sophia Taylor Ali. Le film est sorti le 13 avril 2018 aux États-Unis,.

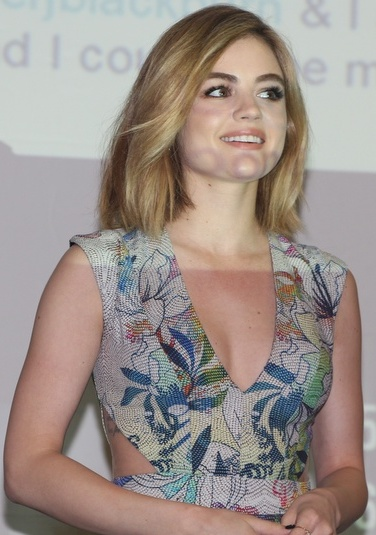
En 2016.

Début 2019 il est annoncé qu'elle interprète le rôle de Katy Keene dans le spin off de Riverdale, que The CW a commandé un pilote. Elle partage l'affiche aux côtés d'Ashleigh Murray et Lucien Laviscount. La série est annulée au bout d'une saison.
La même année, elle rejoint la distribution principal de Nightmare Island, un thriller surnaturel américain réalisé par Jeff Wadlow. Il est basé sur la série télévisée du même nom et met en vedette Michael Peña, Ryan Hansen, Maggie Q, Portia Doubleday, et Jimmy O. Yang. La date de sortie du film est fixé au 28 février 2020.
Ensuite en mai 2019, elle rejoint la distribution de la comédie romantique, The Hating Game (en) avec Austin Stowell. The Hating Game est un roman écrit par Sally Thorne, best-seller aux États-Unis pendant des semaines, dont les fans réclament une version cinéma depuis longtemps, le film est cofinancé par Mister Smith Entertainment.
En 2020, elle est également dans les films A Nice Girl Like You de Chris Riedell et Nick Riedell avec Jackie Cruz et dans Son of the South de Barry Alexander Brown avec Jake Abel, Lucas Till et Julia Ormond.
En 2021, elle est à l'affiche du film Big Gold Brick (en) de Brian Petsos avec Megan Fox et Oscar Isaac ; du film Borrego de Jesse Harris aux côtés de Nicholas Gonzalez,; et du film The Hating Game (en) avec Austin Stowell.
En novembre 2024, Deadline Hollywood a annoncé que Luke Newton jouerait aux côtés de l'actrice Lucy Hale dans le thriller de science-fiction White Mars (en). 

### Vie privée
Lucy Hale est en couple avec David Henrie de 2007 à 2010,, Alex Marshall de 2010 à 2011, Chris Zylka en 2012, Graham Rogers en 2013, Joel Crouse en 2014, Adam Pitts de 2014 à 2015, Anthony Kalabretta de 2015 à 2017,, Riley Smith de 2017 à 2018, Ryan Rottman en 2018 et Skeet Ulrich en 2021.
Le 15 février 2023, Lucy Hale dévoile sur ses réseaux sociaux que le 2 janvier 2023, elle a fêté ses un an de sobriété concernant l'alcool.
Depuis mars 2025, Lucy Hale sort avec la star de télé-réalité Harry Jowsey.

## Filmographie

### Cinéma

#### Longs métrages
- 2008 : Quatre Filles et un jean 2 (The Sisterhood of the Traveling Pants 2) de Sanaa Hamri : Effie Kaligaris
- 2009 : Fear Island : L'Île meurtrière (Fear Island) (Direct-to-video) : Megan / Jenna Campbell
- 2011 : Scream 4 de Wes Craven : Sherrie Marconi
- 2011 : Comme Cendrillon : Il était une chanson (A Cinderella Story: Once Upon a Song) (Direct-to-video) de Damon Santostefano : Katie Gibbs
- 2012 : Clochette et le Secret des fées (Secret of the Wings) de Peggy Holmes : Cristal (voix originale)
- 2018 : Action ou Vérité (Truth or Dare) de Jeff Wadlow : Olivia Barron
- 2018 : Les Potes (Dude) d'Olivia Milch : Lily
- 2018 : The Unicorn (en) de Robert Schwartzman : Jesse
- 2019 : Pauvre Toutou ! (Trouble) de Kevin Johnson Zoe Bell (voix originale)
- 2020 : Nightmare Island (Fantasy Island) de Jeff Wadlow : Melanie Cole
- 2020 : Un fils du Sud (Son of the South) de Barry Alexander Brown : Carol Anne
- 2021 : Meilleurs Ennemis (en) (The Hating Game) de Peter Hutchings : Lucinda "Lucy" Hutton (productrice déléguée)
- 2022 : Borrego de Jesse Harris : Elly (productrice déléguée)
- 2022 : Big Gold Brick (en) de Brian Petsos : Lily
- 2022 : L'Histoire épatante de M Fikry et autres trésors (The Storied Life of A. J. Fikry) de Hans Canosa : Amélia (productrice déléguée)
- 2023 : Inside Man (en) de Danny Abeckaser (en) : Gina
- 2023 : Puppy Love (en) de Nick Fabiano et Richard Alan Reid : Nicole
- 2023 : Which Brings Me to You (en) de Peter Hutchings : Jane (productrice déléguée)
- 2024 : F*** Marry Kill (en)de Laura Murphy : Eva
- 2024 : Running on Empty (en)de Daniel André : Kate
- 2026 : White Mars (en) de Martin Owen : Sammie

#### Court métrage
- 2016 : Waiting On Roxie de Chad Peter : Roxie Hart (également productrice)

### Télévision

#### Téléfilms
- 2009 : De mères en filles (Sorority Wars) : Katie Parker
- 2020 : Célibataire cherche l'amour (A Nice Girl Like You) de Chris et Nick Riedell : Lucy Neal

#### Séries télévisées
- 2005 : Ned ou Comment survivre aux études (Ned's Declassified School Survival Guide) : Amy Cassidy (saison 2, épisode 7)
- 2006 : Drake et Josh : Hazel (saison 3, épisode 17)
- 2006 : Newport Beach (The O.C.) : Hadley Hawthorne (saison 3, épisode 24)
- 2006 : Secrets of a Small Town : Tisha Steele (saison 1, épisode 1)
- 2007 : Bionic Woman : Becca Sommers (rôle principal - 8 épisodes)
- 2007 : American Family : Brittany Jane (pilote non retenu par ABC[47])
- 2007 et 2014 : How I Met Your Mother : Katie Scherbatsky (saison 2, épisode 12)
- 2007-2008 : Les Sorciers de Waverly Place (Wizards of Waverly Place) : Miranda (saison 1, épisodes 2 et 10)
- 2008 : The Apostles : Rachel Rydell (pilote non retenu par 20th Century Fox Television[48])
- 2008-2009 : Privileged : Rose Baker (rôle principal - 18 épisodes)
- 2009 : Ruby & The Rockits : Kristen (saison 1, épisode 10)
- 2009 : Private Practice : Danielle (saison 3, épisode 4)
- 2010 : Les Experts : Miami : Phoebe Nichols / Vanessa Patton (saison 8, épisode 12)
- 2010-2017 : Pretty Little Liars : Aria Montgomery (rôle principal - 160 épisodes)
- 2013 : Hey Tucker! : Lucy (mini-série, 2 épisodes)
- 2014 : Baby Daddy : Piper Stockdale (saison 3, épisode 4)
- 2018 : Life Sentence : Stella Abbott (rôle principal - 13 épisodes)
- 2019 : Ryan Hansen Solves Crimes on Television : Détective Lake (saison 2, épisode 5)
- 2020-2021 : Riverdale : Katy Keene (saison 4, épisode 12 et saison 5, épisode 8)
- 2020 : Katy Keene : Katy Keene (rôle principal - 13 épisodes)
- 2021 : Ragdoll (en) : DC Lake Edmunds (6 épisodes)
- 2023 : The Answers : Mary

## Discographie

### Singles
- 2014 : You Sound Good To Me
- 2014 : Lie a Little Better

### Clips
- 2012 : Come Back Down To Earth de Jackson Harris[49]
- 2014 : You Sound Good To Me de Phil Andelman
- 2014 : Lie a Little Better de Phil Andelman
- 2016 : She Burns de Foy Vance

### Participation
| Année | Chansons                                                   | Album                                                             |
| ----- | ---------------------------------------------------------- | ----------------------------------------------------------------- |
| 2003  | I'm Gonna Make You Love Me (en) (reprise de Diana Ross)    | Kids in America (album de l'émission American Juniors (en))       |
| 2011  | Run This Town Make You Believe Bless Myself Extra Ordinary | Comme Cendrillon : Il était une chanson (bande originale du film) |

## Distinctions
Sauf indication contraire, les informations mentionnées dans cette section peuvent être confirmées par la base de données cinématographiques IMDb,  présente dans la section « Liens externes ».

### Récompenses
- Teen Choice Awards 2010 : meilleure actrice dans une production télévisée de l'été (« Choice Summer TV Star: Female ») pour Pretty Little Liars
- Teen Choice Awards 2011 : meilleure actrice dans une production télévisée de l'été pour Pretty Little Liars
- Young Hollywood Awards 2011 : casting à surveiller (« Cast To Watch ») pour Pretty Little Liars, prix partagé avec Ashley Benson, Troian Bellisario et Shay Mitchell
- Teen Choice Awards 2012 : meilleure actrice dans une production télévisée de l'été pour Pretty Little Liars
- Gracie Allen Awards 2013 : meilleure actrice dans une série télévisée pour Pretty Little Liars
- Teen Choice Awards 2013 : meilleure actrice dans une production télévisée de l'été pour Pretty Little Liars
- Young Hollywood Awards 2013 : Crossover Artist de l'année
- People's Choice Awards 2014 : meilleure actrice dans une série télévisée du câble pour Pretty Little Liars
- Teen Choice Awards 2014 : meilleure actrice dans une série télévisée dramatique pour Pretty Little Liars
- Teen Choice Awards 2015 : meilleure actrice dans une série télévisée dramatique pour Pretty Little Liars
- Teen Choice Awards 2017 : meilleure actrice dans une série télévisée dramatique pour Pretty Little Liars

### Nominations
- People's Choice Awards 2015 :
  - meilleure actrice dans une série télévisée du câble pour Pretty Little Liars
  - meilleure artiste féminine de country
- People's Choice Awards 2016 : meilleure actrice dans une série télévisée du câble pour Pretty Little Liars
- Teen Choice Awards 2016 : meilleure actrice dans une série télévisée dramatique pour Pretty Little Liars
- People's Choice Awards 2017 : meilleure actrice dans une série télévisée du câble pour Pretty Little Liars
- Teen Choice Awards 2018 : meilleure actrice dans un film dramatique pour Action ou Vérité

## Voix francophones
En France, Élisabeth Ventura est la voix française régulière de Lucy Hale. En parallèle, Audrey Sablé l'a également doublée à six reprises.
Au Québec, elle est principalement doublée par Sarah-Jeanne Labrosse.